# Стараја Торопа
Стараја Торопа (рус. Старая Торопа) насељено је место са административним статусом варошице (рус. посёлок городского типа) на северозападу европског дела Руске Федерације. Налази се на крајњем западу Тверске области и административно припада Западнодвинском рејону.
Према проценама националне статистичке службе, у вароши је 2014. живело 1.817 становника.

## Географија
Стараја Торопа налази се на крајњем западу Тверске области, недалеко од границе према Псковској области. Лежи на обалама реке Торопе (притоке Западне Двине) на подручју Валдајског побрђа, на око 300 километара западније од главног града области Твера, односно 24 километра западно од рејонског центра града Западне Двине.
Кроз варош пролази важна железница која повезује Москву са Ригом.

## Историја
Насеље је настало 1870. године, и његов постанак се везује за градњу тадашње Виндаво-Рибинске железнице. садашњи административни статус варошице носи од 1974. године.

## Демографија
Према подацима са пописа становништва 2010. у вароши је живео 1.951 становник, док је према проценама за 2014. ту живело 1.817 становника.
| 1939. | 1959. | 1970. | 1979. | 1989. | 2002. | 2010. | 2014.  |
| ----- | ----- | ----- | ----- | ----- | ----- | ----- | ------ |
| ---   | ---   | ---   | 2,743 | 2,802 | 2,306 | 1,951 | 1,817* |

Напомена: * према проценама националне статистичке службе.